# HD 8535 b
HD 8535 b est une exoplanète orbitant autour de l'étoile HD 8535, elle a été découverte en 2009.